# Tolmatxov Dol
Tolmatxov Dol, també altiplà de Tolmatxov (en rus: Толмачёв Дол o плато Толмачёва) és un altiplà volcànic situat al nord-est del volcà Opala, al sud de la península de Kamtxatka, a Rússia.
El camp volcànic està esquitxat de cons i camps de lava, principalment de dacita i andesita, del Plistocè final i l'Holocè que cobreixen una gran àrea al voltant del llac Tolmatxov, format dins d'una depressió a mig camí entre els volcans Opala i Goreli. L'estratovolcà Tolmatxov (1.415 msnm), format durant el Plistocè es troba a la riba sud-est del llac. Una important erupció explosiva va tenir lloc fa uns 4.600 anys al cràter Chasa, a la part nord de l'altiplà, durant la qual es va expulsar aproximadament 1,1 quilòmetres cúbics de cendres en una superfície de 15.000 quilòmetres quadrats. L'última erupció a Tolmatxov Dol va ser en un con volcànic situat al nord-oest de l'altiplà fa uns 1.600-1.700 anys.